# Neferneferura
Neferneferura («La más bella de Ra»), fue la quinta de las hijas nacidas del faraón Akenatón y de su gran esposa real, la reina Nefertiti. 

## Biografía
Al contrario que sus hermanas mayores, el nombre de esta princesa no contiene ninguna mención al dios Atón, sino al dios Ra, lo que se ha querido ver como un giro en la concepción solar que intentó propagar Akenatón.
Tenía cuatro hermanas mayores, Meritatón, Meketatón, Anjesenamón y Neferneferuatón-Tasherit, y una más pequeña, llamada Setepenra.
El nacimiento de Neferneferura sería, como muy tarde, en el año 10 del reinado de su padre, pero se ignora cuándo pudo morir. Lo cierto es que sabemos muy poco de las princesas reales, y al parecer las dos únicas que lograrían sobrevivir a su padre fueron la primogénita, Meritatón, y la tercera Anjesenpaatón. Aun así, es de extrañar que, entre el año 14 y el 17, desaparezcan completamente del mapa hasta seis hijas de Ajenatón, todas de muy corta edad, lo que hizo pensar en una epidemia o incluso en una cruel conspiración.
El nombre de Neferneferura aparece en la tumba de Tutankamón ¿Sobrevivió la princesa hasta entonces o era un recuerdo familiar? Se cree que se estaba excavando una tumba, sólo para ella, en la necrópolis de Ajetatón cuando murió. La fecha, una vez más, está aún por desvelar.